# Springfield Modelo 1863
El Springfield Modelo 1863 es un fusil de avancarga de calibre 15 mm (.58), producido por el Springfield Armory entre 1863 y 1865. 

## Historia
El Modelo 1863 solamente fue una mejora mínima respecto al Springfield Modelo 1861. Por lo tanto, a veces es clasificado como una variante del Modelo 1861. El Modelo 1861, con todas sus variantes, fue el fusil más utilizado en la Guerra de Secesión, con más de 700.000 unidades fabricadas. El Modelo 1863 también tiene la distinción de ser el último fusil de avancarga producido por el Springfield Armory.[cita requerida]

## Descripción
El Modelo 1863 fue producido en dos variantes. El Tipo I eliminó los muelles de las abrazaderas y reemplazó las abrazaderas planas con abrazaderas ovales que se cerraban con tornillo. También tenía una nueva baqueta, una llave de acero templado, un nuevo martillo y una chimenea rediseñada. Varias de estas modificaciones se basado en el Modelo 1861 producido bajo contrato por la Colt's Manufacturing Company, conocido como el "Colt special". En 1863 se fabricaron 273.265 unidades del Tipo I.[cita requerida]
El Tipo II es a veces mencionado como Modelo 1864, pero más frecuentemente es mencionado como una variante del Modelo 1863. Esta versión reintrodujo los muelles de las abrazaderas, reemplazó las abrazaderas con tornillo por abrazaderas macizas y reemplazó el alza de tres hojas por un alza de una hoja. Se fabricaron 255.040 unidades de este fusil desde 1864 hasta 1865.[cita requerida]
Hacia el final de la Guerra de Secesión, los fusiles de avancarga y los mosquetes fueron considerados obsoletos. En los años que siguieron a la Guerra de Secesión, varios fusiles de avancarga Modelo 1863 fueron modificados como "Sprigfield de trampilla" de retrocarga. Los fusiles de retrocarga aumentaron la cadencia de 3-4 disparos/minuto a 8-10 disparos/minuto. El Modelo 1863 podía ser modificado a retrocarga por unos 5$, cuando en aquel entonces un fusil nuevo costaba unos 20$. La conversión de los fusiles Modelo 1863 representó un importante ahorro al Ejército de los Estados Unidos.[cita requerida]